# Litsea elongatoides
Litsea elongatoides är en lagerväxtart som beskrevs av André Joseph Guillaume Henri Kostermans. Litsea elongatoides ingår i släktet Litsea och familjen lagerväxter. Inga underarter finns listade i Catalogue of Life.